# Добрица (приток Псковы)
Добрица — река в России, протекает по Псковскому и Струго-Красненскому районам Псковской области. Устье реки находится в 76 км по правому берегу реки Псковы. Длина реки — 10 км.
Высота устья около 107,9 м над уровнем моря.

## Данные водного реестра
По данным государственного водного реестра России относится к Балтийскому бассейновому округу, водохозяйственный участок реки — Великая. Относится к речному бассейну реки Нарва (российская часть бассейна).
Код объекта в государственном водном реестре — 01030000212102000029461.